# Dancing in the Rain
Dancing in the Rain ist ein Lied der spanischen Sängerin Ruth Lorenzo. Es gewann Mira quién va a Eurovisión, die spanische Vorentscheidung zum Eurovision Song Contest 2014. Das Lied war automatisch für das Finale des Eurovision Song Contests, welches am 10. Mai 2014 stattfand, qualifiziert, da Spanien einer der fünf größten Geldgeber der EBU ist. Hier belegte Spanien mit 74 Punkten den zehnten Platz.
Das Lied wurde am 18. Februar in Spanien und Großbritannien von Roster Music als Download-Version auf iTunes veröffentlicht. Geschrieben wurde Dancing in the Rain von der Sängerin und den britischen Songwritern Jim Irvin und Julian Emery.

## Das Musikvideo
Das Musikvideo zu Dancing in the Rain wurde erstmals am 14. März 2014 veröffentlicht. Es wurde in der Fabra i Coats-Fabrik, einer ehemaligen Spinnerei, gedreht. Das Video fokussiert sich auf Ruth Lorenzo und den italienischen Tänzer Giuseppe Di Bella.

## Chartplatzierungen
| ChartsChartplatzierungen | Höchstplatzierung | Wochen |
| ------------------------ | ----------------- | ------ |
| Deutschland (GfK)        | 54 (1 Wo.)        | 1      |
| Österreich (Ö3)          | 69 (1 Wo.)        | 1      |
| Schweiz (IFPI)           | 69 (1 Wo.)        | 1      |
| Spanien (Promusicae)     | 5 (7 Wo.)         | 7      |